# フレゼリク9世橋
座標: 北緯54度45分32秒 東経11度51分58秒 / 北緯54.75889度 東経11.86611度

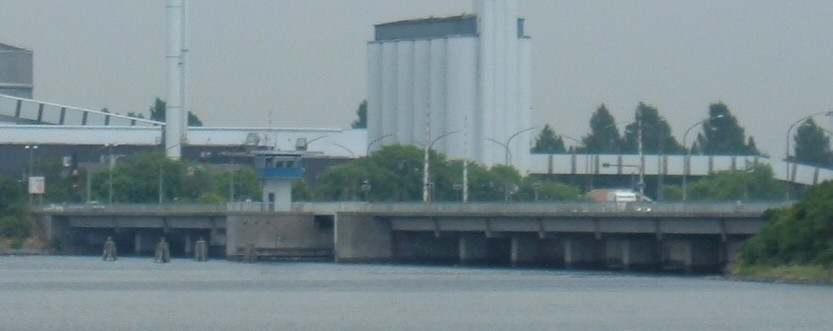
フレゼリク9世橋

フレデリク9世橋は、デンマーク南東部のニュクービン・ファルスタに位置し、グルドボースンド海峡に架かる橋梁である。ファルスター島とロラン島を結ぶ重要な交通路であり、その全長は295メートル、幅員は25メートルである。4車線の道路と鉄道線路が併設されている。

## 歴史
本橋の建設は1960年に開始され、1963年5月14日に開通を迎えた。橋の名称は、当時のデンマーク国王であったフレデリク9世に由来する。

## 構造
フレデリク9世橋は可動橋（跳開橋）の構造を有しており、船舶の安全な通航を確保するため、中央部の20メートルが上方へ跳ね上がる仕組みとなっている。

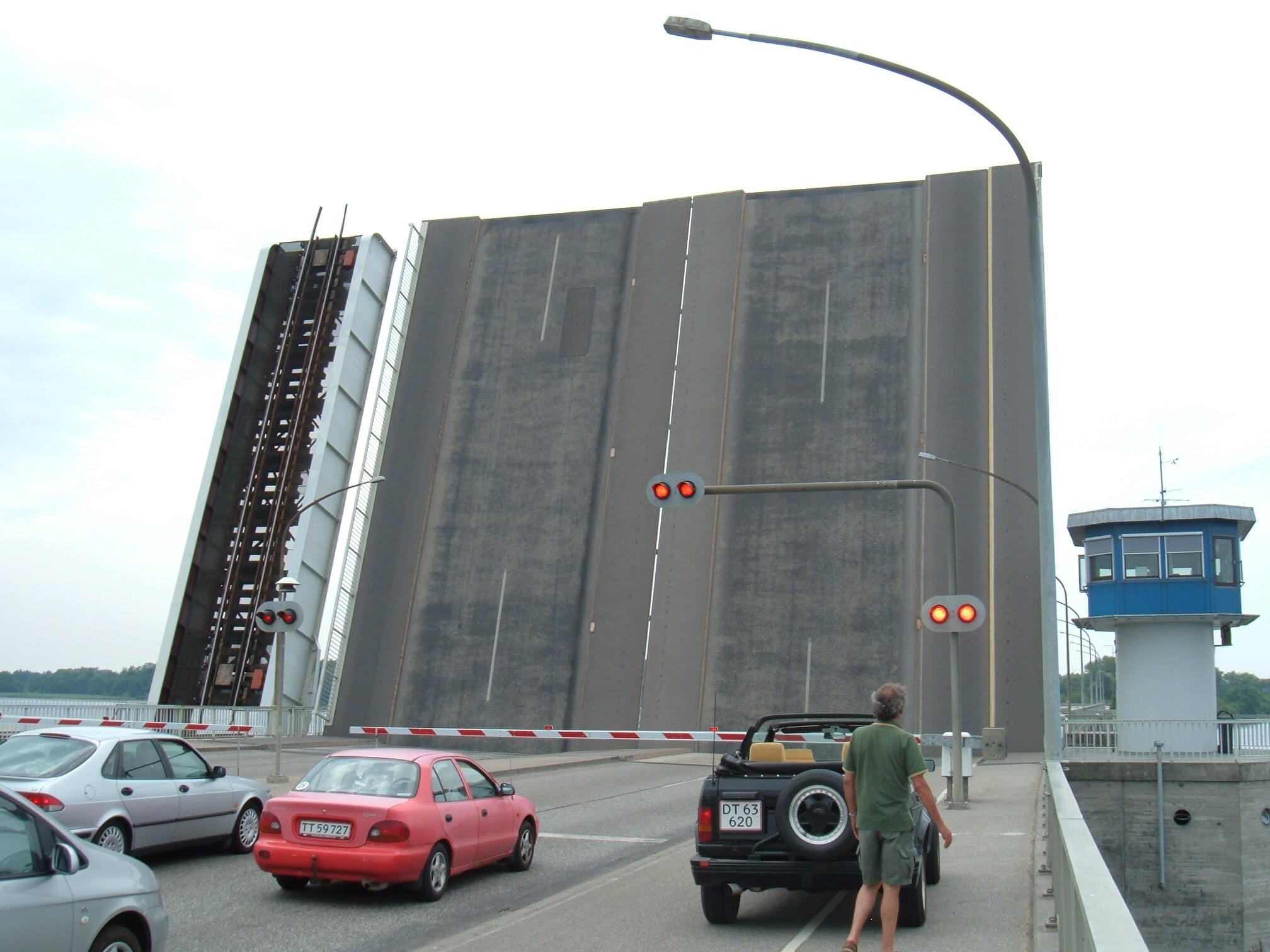
フレゼリク9世橋